# Macedónok
A macedónok (macedónul: Македонци; átírva: Makedonci) – más néven makedón szlávok – déli szláv nép, amelyet leginkább Észak-Macedóniával azonosítanak. A macedón nyelvet használják, mely a délszláv nyelvek egyike. A macedón nemzetiségűek nagyjából kétharmada Észak-Macedóniában lakik, bár számos más országban van népes csoportjuk.
Számos bolgár történész fenntartja azt az álláspontját, hogy a macedónok nem külön nép, hanem valójában bolgárok. Bulgária még a külön macedón nyelv létét sem ismeri el. E szerint az álláspont szerint a macedón nép a bolgárok egy néprajzi csoportja, egyedüli különbözőségüket kultúrájuk adja. A macedón nép fogalmának kialakulását a szerb politikai propaganda is igyekezett elősegíteni, amely a Bulgáriával az Észak-Macedónia feletti területi perpatvarok eredménye volt.

## Eredetük
A mai macedónok családfája igen vegyes. Nyelvi és kulturális gyökereik a 6. századig nyúlnak vissza, mikor a szláv törzsek Észak-Macedónia területére vándoroltak, s ott letelepedtek. Több, a 20. század elején dolgozó kutató, így például William Z. Ripley, Coon és Bertil Lundman Macedónia szláv nyelven beszélő lakosságát bolgárokként jellemzi, s a két népességet gyakran ugyanazon alcsoportjába rakják a rassznak. H. N. Brailsfordhoz hasonlóan más írók szerint Macedónia szláv nyelven beszélő lakossága mind a szerbekhez, mind a bolgárokhoz köthető, de nemzeti öntudatukat nem lehet pontosan meghatározni. Brailsford szerint Északnyugat-Macedónia lakosságának egyes részei szerb, míg Ohrid népessége bolgár.
A Macedón Tudományos és Művészeti Akadémia az a nézetet fogadja el, mely szerint a modern macedón genotípus a régebben itt élő szláv népek vegyületeként jött létre. A legtöbb etnográfus megállapítása is ezt támasztja alá. Ezen kutatók közé tartozik Vaszil Kancsov, Gustav Weigand, és Carleton S. Coon antropológus. Állításuk szerint a VI. századi szláv népek aktívan keveredtek az előttük itt élő törzsi népekkel, s így magukba ötvözték a többi nép jellemzőit is. Ezen népek közé tartoztak a görögök, a trákok és az illírek. Azzal, hogy a szlávok magukba olvasztották az előttük itt élő népeket, felvették az ők kultúrájukat is, s így jött létre egy túlnyomó részt szláv etnikai jellemzőket felmutató, szláv–bizánci hagyományokat követő, s bolgár-szláv nyelvet beszélő nép. Mindezen felül a genetikai kutatások is azt támasztják alá, hogy a macedónok genetikai hagyatéka az ókori Balkán népeiből jött létre keveredéssel. Hozzájuk csapódott hozzá az európai gyökerű, későbbi szláv csoport. Valószínűsíteni lehet még, hogy a középkorban a macedóniai szlávokba kunok is olvadtak, akik a mai Románia területéről szóródtak szét térségben a tatárjárás után. Kun megtelepedésre utal Macedónia egyik nagy városának neve: Kumanovo.
A populáció-genetikusok HLA-elemzést használtak, hogy kimutassák a macedónok eredetét és kapcsolataikat más népekkel. A macedónok a Balkán más népeivel állnak szoros kapcsolatban, mint például a horvátokkal, a szerbekkel, a görögökkel és a bolgárokkal és románokkal. Azt is igazolták már, hogy a modern macedónokban van egy kis Európán kívüli behatás is.
A macedón identitás mesterséges kialakítása az első világháború végére megy vissza. Ezt megelőzően a macedóniai emberek rendszerint bolgárnak definiálták magukat. A terület 1913-ban jutott szerb uralom alá, előzőleg bolgár terület volt, mikor az 1912-es balkáni háború eredményeként a törököket kiűzték, de a szerbek a következő évben rátették a kezüket erre a régióra. A szerb uralom teljes elnyomás volt a macedón-bolgárokra nézve, akiket megpróbálták asszimilálni a szerbek. A függetlenség kivívására számos illegális mozgalom szerveződött, ezek közül több terrorcselekményeket hajtott végre. Azonban egyik sem definiálta magát önálló macedón illetőségűnek, rendszerint bolgár volt a meghatározásuk és feltett céljuk a Bulgáriával való egyesülés volt.
Tito 1945-ben szakított azzal, hogy a macedónokat elnyomja, ehelyett létrehozták a Macedón Jugoszláv Szövetségi Köztársaságot, mindehhez kimondták, hogy az ország nyelve a macedón. A következő évtizedekben a jugoszláv politika mindent megtett, hogy a macedón identitást megteremtse az emberekben, ugyanakkor mindjobban a szerb dominanciájú Jugoszláviához kösse őket. Macedónia ténylegesen nem is kívánt kiválni gazdasági okok miatt Jugoszláviától. Napjainkban is sok az olyan macedón, aki szerb kettős állampolgár, ezzel próbálva megélhetését biztosítani. Sok macedón katona harcolt még az 1992-es függetlenség után is a jugoszláv néphadseregben Horvátországban és Bosznia-Hercegovinában is. Napjainkban egyre többen vannak viszont, akik bolgár kettős állampolgárságot választanak és Bulgárián keresztül próbálnak szerencsét. Ennek oka, hogy szerbül már nem tud a felnövő új nemzedék, mint a régi, de anyanyelve révén, ami a bolgárral szinte azonos, könnyen tud boldogulni Bulgáriában.